# Anastasio Somoza Debayle
Anastasio ("Tachito") Somoza DeBayle (phát âm tiếng Tây Ban Nha: [anastasjo somosa ðeβaile]) (05 tháng 12 năm 1925 - 17 tháng 9 năm 1980) là một chính trị gia Nicaragua và chính thức là tổng thống thứ 73 và 76 của Nicaragua từ ngày 01 tháng 5 năm 1967 đến ngày 01 tháng 5 năm 1972 và từ 01 tháng 12 năm 1974 đến ngày 17 tháng 7 năm 1979. Là người đứng đầu lực lượng Cảnh sát Quốc gia, ông là người cai trị de facto đất nước này từ năm 1967 đến năm 1979. Ông là thành viên cuối cùng của gia đình Somoza làm tổng thống, kết thúc một triều đại đã nắm quyền từ năm 1936. Sau khi bị lật đổ trong một cuộc nổi dậy của FSLN, ông trốn khỏi Nicaragua sống lưu vong và quyền lực đã được chuyển lại cho chính quyền quân sự tái thiết quốc gia. Cuối cùng ông đã bị ám sát khi đang lưu vong ở Paraguay.

## Sách tham khảo
- Alegria, Claribel, and Flakoll, Darwin J. Death of Somoza. Curbstone Press, 1996.
- Berman, Karl. Under the Big Stick: Nicaragua and the United States Since 1848. South End Press, 1986.
- Booth, John A. The End And The Beginning: The Nicaraguan Revolution. Westview Press, 1985.
- Booth, John A. and Thomas W. Walker. Understanding Central America. Westview Press, 1999.
- Christian, Shirley. Nicaragua: Revolution in the Family. Vintage, 1986.
- Crawley, Eduardo. Dictators Never Die: Nicaragua and the Somoza Dynasty. Palgrave Macmillan, 1979.
- Diederich, Bernard. Somoza and the Legacy of U.S. Involvement in Central America. Markus Wiener Publishers, 2007.
- Dillon, Sam. Comandos: The CIA and Nicaragua's Contra Rebels. Henry Holt & Co, 1992.
- Kinzer, Stephen. Blood of Brothers: Life and War in Nicaragua. David Rockefeller Center for Latin American Studies, 2007.
- Lake, Anthony. Somoza Falling: A Case Study of Washington at Work. University of Massachusetts Press, 1990.
- Leiken, Robert S. (ed.) and Barry M. Rubin (ed.). The Central American Crisis Reader. Summit Books, 1987.
- Merrill, Tim (ed.). Nicaragua: A Country Study. Federal Research Division Library of Congress, 1995.
- Millett, Richard. Guardians of the Dynasty. Orbis Books, 1977.
- Norsworthy, Kent and Tom Barry. Nicaragua: A Country Guide. Inter-Hemispheric Education Resource Center, 1990.
- Pastor, Robert A. Condemned to Repetition: The United States and Nicaragua. Princeton University Press, 1987.
- Persons, David E. A History Of The Nicaraguan Contras. Stephen F. Austin State University, 1988.
- Pezzullo, Lawrence and Ralph Pezzullo. At the Fall of Somoza. University of Pittsburgh Press, 1994.
- Rees, John (ed.). Ally Betrayed...Nicaragua. Western Goals, 1980.
- Somoza, Anastasio (as told to Jack Cox). Nicaragua Betrayed. Western Islands, 1980.
- Towell, Larry. Somoza's Last Stand: Testimonies from Nicaragua. Red Sea Press, 1990.
- Walker, Thomas W. Nicaragua: Living in the Shadow of the Eagle. Westview Press, 2003.
- Zimmermann, Matilde. Sandinista: Carlos Fonseca and the Nicaraguan Revolution. Duke University Press, 2001.